# Joachim Daniel Preisler
Joachim Daniel Preisler, född den 16 november 1755 i Köpenhamn, död där den 2 april 1809, var en dansk skådespelare, son till Johann Martin Preisler.
Preisler var ursprungligen bestämd för den diplomatiska banan, men knöt 1778 ett kärleksförhållande med den unga, vackra skådespelerskan Marie Cathrine Devegge, tog henne till äkta och uppträdde i januari 1779 på kungliga teatern.
Preisler hade av naturen lysande gåvor samt ägde därjämte bildning och ett fint sätt. Både älskar- och komiska roller utförde han med mycken framgång och intog under det följande årtiondet en hedrad ställning vid teatern, men förstörde genom lättsinne sitt husliga liv och rymde 1792 med en ung skådespelerska, varefter han förde ett kringflackande liv.